# Karin Amatmoekrim

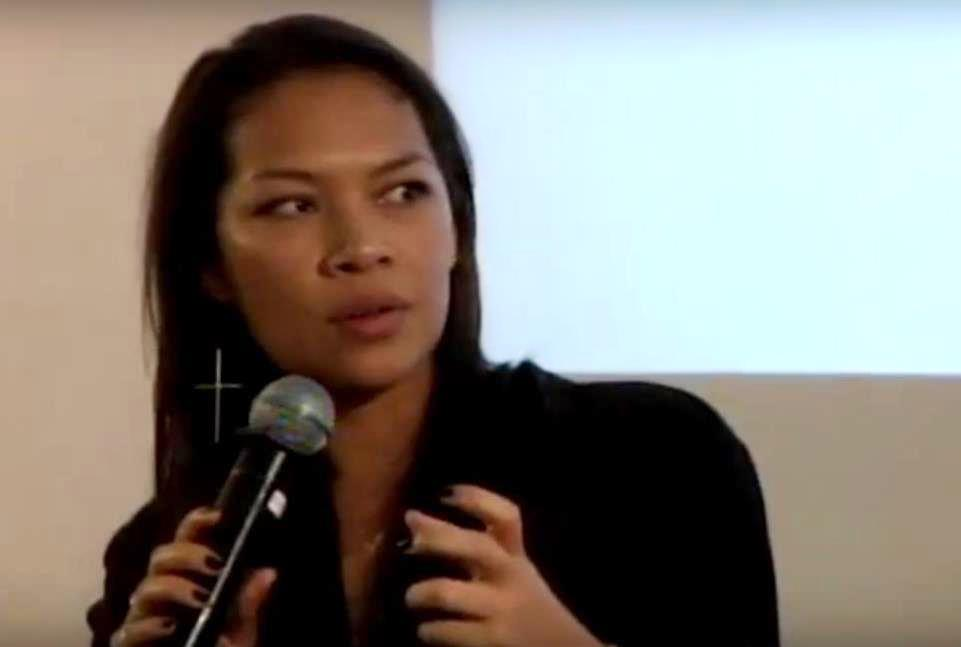
Amatmoekrim (2017)

Karin Amatmoekrim (Paramaribo, 25 de diciembre de 1976) es una escritora de Surinam. 

## Biografía
Amatmoekrim emigró desde Surinam a los Países Bajos en 1981 y creció en IJmuiden. Cursó el Gymnasium Felis Enum en Velsen Zuid, y luego estudió Literatura Moderna (UvA) graduándose con una tesis sobre "Etnicidad en la Literatura de Surinam". 
En el 2004, publicó su primera novela, Het knipperleven ("El deslumbramiento de la vida"), que fue recibida con entusiasmo por la prensa. En el 2006 publicó Wanneer wij samen zijn ("Cuando nos encontramos"), una novela basada en la historia de varias generaciones de la familia Amatmoekrims. En el 2009 apareció la novela  Titus. Amatmoekrim también publicó cuentos cortos en De Groene Amsterdammer y Vrij Nederland. 
En el 2009, fue la primera galardonada con el premio Black Magic Woman Literature por su novela "Titus". 